# ノボせもんなべ
ノボせもんなべ（1985年〈昭和60年〉8月14日 - ）は、日本のピン芸人。ワタナベエンターテインメント所属。福岡県福岡市南区出身。
主に頭部を使った芸風に定評があり、2021年のぐるぐるナインティナイン「おもしろ荘体パーツ芸」で優勝した。

## 経歴
福岡市立西花畑小学校、福岡市立花畑中学校、東福岡高等学校、東京工芸大学芸術学部映像学科卒。
ワタナベコメディスクールに7期生として在籍（2007年10月入学、2008年9月卒業）。ワタナベコメディスクール卒業後は、ワタナベエンターテインメント九州事業本部に所属し、2009年に「まーちん」とのコンビ『ノボせもん』としてデビュー。その後、2020年8月末でコンビを解散し、それ以降はピン芸人として活動している。
2024年5月13日、英・人気オーディション番組「ブリテンズ・ゴット・タレント」で「ゴールデンブザー」を獲得し、準決勝進出まで進出したが、惜しくも決勝進出は逃した。

## 出演

### テレビ・ラジオ
- ハッピーアワー（KBCラジオ）- 火曜・水曜
- 久光製薬presentsのびしろ応援団（KBCテレビ）

### 舞台
- 幽霊でもよかけん、会いたかとよ（2024年10月4日 - 6日、草月ホール）[6]
- こりゃもてんばい〜SWEET MEMORIES〜（2025年5月13日 - 18日〈予定〉、ぽんプラザホール）[7]

## 受賞
- ぐるぐるナインティナイン「おもしろ荘体パーツ芸」優勝（2021年）